# Емил Зола
Емил Зола (фр. Émile Zola; Париз, 2. април 1840 — Париз, 29. септембар 1902) био је француски романописац и оснивач и представник натуралистичког правца. Он је био главна фигура у политичкој либерализацији Француске и ослобађању лажног оптуженог и осуђеног војног официра Алфреда Драјфуса, што је он исказао у реномираном новинском наслову J'Accuse…! Зола је био номинован за прву и другу Нобелову награду за књижевност 1901. и 1902. године.

## Биографија
Од оца Италијана наслеђује жив темперамент и неисушну енергију којом ће бранити своје књижевне и друштвене погледе. Године 1898. уплетен је у аферу Драјфус пишући отворено писмо председнику Републике (фр. J'accuse — Оптужујем !) у којем је тражио ревизију процеса.
Иако је у књижевност ушао као романтичар, Зола се у каснијим делима не задовољава методама објективног реализма, већ под утицајем наглог развоја природних наука покушава да и у литератури уведе научне методе, те развија теорију тзв. експерименталног романа.
Своје теоретске погледе настојао је остварити у циклусу „Ругон-Макарови“ или „Природна и друштвена историја једне породице под Другим царством“ (Histoire naturelle et sociale d'une famille sous le Second Empire, 1871 — 1893), где је у 20 романа приказао физичко и морално пропадање појединих чланова породице Ругон-Макарт услед њиховог хередитарног оптерећења; уједно је и дао и пресек кроз разне друштвене средине у доба Другог царства и оживео преко 1000 лица.
Међу романима из тог циклуса налазе се и најпознатија Золина дела као: Трбух Париза (Le Ventre de Paris, 1873), Јазбина (L'Assommoir, 1877), Нана (1879), Жерминал (Germinal, 1885), Човек-звер (La Bête Humaine, 1890) и др.
Мање су значајнији његови каснији циклуси „Три града“ (Trois Villes - Lourdes 1894, Rome 1896, Paris 1898) и недовршена тетрологија „Четири јеванђеља“ - Плодност, Рад, Истина и Правда (Les Quatres Evangiles - Fécondité (1899), Travail (1901), Vérité (1903), Justice (недовршено)).
Мада је Зола несумњиво један од најзначајнијих француских књижевника, високу уметничку вредност достиже једино у описима масовних сцена, где је правом епском снагом знао приказати инстинкт гомиле, док му је главни недостатак у површној карактеризацији ликова и недостатку психолошке уверљивости.

## Зола као теоретичар
Теорију натурализма први је обликовао Емил Зола у расправама Романописци натуралисти и Експериментални роман, и у предговору романа Thérèse Raquin. Он је оснивач и вођа натуралистичке школе. При томе се Зола руководио са три надахнућа из подручја науке која ће сачињавати подлогу натурализма. Прво од њих је позитивизам Огиста Конта који ставља тежиште на искуство и задовољава се чињеницама па стога Зола предлаже истраживање у књижевности као методу која се темељи на искуству. Такође на њега утиче и дело Клода Бернарда Увод у студије експерименталне медицине, па стога његов циљ постаје увођење строге научности у роман и јавља се тенденција да књижевност друге половине деветнаестог века постане књижевност експерименталног романа. Трећи је чинилац теорија Иполита Тена која истиче три темељна обележја која одређују лик у књижевном делу: средина, наслеђе и тренутак. Дакле Зола жели да покаже да човек не постоји сам за себе као производ случајности и појединачне загонетке, већ као последица низа појава попут већ споменутог утицаја наслеђа и средине у којој живи.
Појам експерименталног романа односи се на начин на који писац прикупља грађу и ствара роман. Зола је сматрао да је дужност писца да са фотографском тачношћу пренесе стварност на папир, да је искаже па макар и на драстичан начин, али да се притом служи и методом експеримента тј. попут научника да проучава различите темпераменте у сукобу страсти и утицај околине на ликове. Након тога писац узима лик одређен наслеђем и ставља га у тај контекст. Зола роман дефинише као „део природе виђен кроз извесни темперамент”.
Главни јунаци престају бити појединци, а постају масе јер се пишчево занимање усредоточује на колективну и слепу снагу друштва. Натуралисти су приказивали ликове из свих друштвених слојева као критику реалистима (Балзака и Стендалу) који су у својим делима приказивали узвишене, титанске ликове. Од битних карактеристика које су заступали истиче се и инсистирање на најружнијим и најтамнијим призорима људског живота, тзв. „естетици ружноће”. Разоткрива се социјална и морална изопаченост ликова, човекова животињска страна, злочин, душевна болест, груба и настрана сексуалност, друштвена дегенерисаност… Мотивација људског понашања своди се на биолошку, што значи да су ликови осликани попут људских животиња чије понашање одређују страсти и нагони, а везано уз то приказује се људска огољелост и суровост. Пожељном се особином сматра објективност писца који престаје бити „свезнајући приповедач”, а Зола заговара потискивање стваралачке имагинације, јер сматра да су се уметници беспотребно препустили маштању пуном лажног сјаја, описујући неки други свет без брига, улепшан колико год може бити, док су у стварности људи нервозни, забринути слаби и истрошени.
Бранио је темперамент истичући како је романтизам, којег је у младости веома волео, само хрпа сентименталних пренемагања. Машта за њега, као и за цели натурализам, не представља главну одлику писца. Главна је одлика осећање стварности, догађаја који остављају снажан утисак, који се памте, изражавање стварног света који нас окружује - у томе се састоји сва техника оригиналности. Свака необична измишљотина је одбачена, нема интрига ни изненађења, а фабула има свој логични развој. Интерес писца је да дело буде што обичније, општенитије односно типичније. Натуралистичко дело осуђује свако претеривање уметника, а натуралистички јунак је увеличана личност коју води жеља за потврђивањем снаге.
Золин кредо био је: „Нећу све што није живот, темперамент, стварност ! ”

## Драјфусова афера
Капетан Алфред Драјфус је био француско-јеврејски артиљеријски официр у француској војсци. У септембру 1894, Француска обавештајна служба открила је да је неко одавао војне тајне Немачкој амбасади. Виши официри су почели да сумњају на Драјфуса, иако није било директних доказа о било каквом прекршају. Драјфус је изведен пред војни суд, осуђен за издају и послат на Ђавоље острво у Француској Гвајани.
Потпуковник Жорж Пикар је дошао до доказа који су умешали још једног официра, Фердинанда Волсина Естерхазија, и обавестио своје претпостављене. Уместо да се ослободи Драјфус, донета је одлука да се заштити Естерхазија и да се осигура да првобитна пресуда не буде поништена. Мајор Уберт-Жосеф Анри фалсификовао је документе због којих је изгледало као да је Драјфус крив, док је Пикар премештен на дужност у Африку. Међутим, Пикартове налазе је његов адвокат саопштио сенатору Огисту Шерер-Кестнеру, који је преузео случај, најпре дискретно, а затим све више јавно. У међувремену, Драјфусова породица и Естерхазијева отуђена породица и повериоци изнели су додатне доказе. Под притиском, Генералштаб је организовао затворени војни суд који је био одржан 10-11. јануара 1898. године, на којем је Естерхазију суђено у затвореном простору и ослобођен је оптужби. Пикарт је приведен под оптужбом повреде професионалне тајне.
Као одговор Зола је ризиковао своју каријеру и више, и 13. јануара 1898. објавио је Оптужујем...! на насловној страни париског дневника L'Aurore. Лист су водили Ернест Воган и Жорж Клемансо, који су одлучили да контроверзна прича буде у форми отвореног писма председнику Феликсу Фору. Золин Оптужујем...! је оптужио највише нивое француске војске за ометање правде и антисемитизам тако што су погрешно осудили Алфреда Драјфуса на доживотни затвор на Ђавољем острву. Золина намера је била да буде процесуиран за клевету како би нови докази у прилог Драјфуса били објављени.
Случај, познат као Драјфусова афера, дубоко је поделио Француску између реакционарне војске и католичке цркве с једне стране, и либералнијег комерцијалног друштва с друге. Последице су се наставиле дуги низ година; на 100. годишњицу Золиног чланка, француски католички дневни лист La Croix извинио се за своје антисемитске уводнике током Драјфусове афере. Пошто је Зола био водећи француски мислилац и јавна личност, његово писмо је представљало велику прекретницу у овој афери.
Зола је изведен пред суд за кривично дело клевете 7. фебруара 1898. године, а осуђен је 23. фебруара и одстрањен из Легије части. Прва пресуда је поништена у априлу због техничких разлога, али је против Золе покренута нова тужба, која је отворена 18. јула. По савету свог адвоката, Зола је побегао у Енглеску радије него да чека крај суђења (на којем је поново осуђен). Чак и без времена да спакује неколико одеће, стигао је на станицу Викторија 19. јула, што је почетак кратког и несрећног боравка у Великој Британији.
Зола је посетио историјске локације, укључујући службу цркве Енглеске у Вестминстерској опатији. Након што је првобитно одсео у хотелу Гросвенор у Викторији, Зола је отишао у хотел Оутландс Парк у Вејбриџу и недуго затим изнајмио кућу локално звану Пен где му се током лета придружила његова породица. Крајем августа преселили су се у другу кућу у Адлестону под називом Самерфилд. Почетком октобра породица се преселила у Лондон, а затим су се његова жена и деца вратили у Француску како би деца могла да наставе школовање. Након тога Зола је живео сам у Краљичином хотелу у Норвуду. У Горњем Норвуду је боравио од октобра 1898. до јуна 1899. године.
У Француској су настављене бесне поделе око афере Драјфус. Чињеница фалсификовања мајора Анрија откривена је и призната у августу 1898. године, а Влада је следећег месеца упутила Драјфусов оригинални војни суд на разматрање Врховном суду, због приговора Генералштаба. Осам месеци касније, 3. јуна 1899. године, Врховни суд је поништио првобитну пресуду и наложио нови војни војни суд. Истог месеца Зола се вратио из изгнанства у Енглеској. Ипак, антидрајфусовци нису одустајали, и 9. септембра 1899. Драјфус је поново осуђен.
Драјфус је поднео захтев за поновно суђење, али је влада узвратила нудећи Драјфусу помиловање (уместо ослобађања), што би му омогућило да изађе на слободу, под условом да призна да је крив. Иако очигледно није био крив, одлучио је да прихвати помиловање. Касније истог месеца, упркос Золиној осуди, усвојен је закон о амнестији, који покрива „сва кривична дела или прекршаје у вези са афером Драјфус или која су обухваћена кривичном гоњењем за једно од ових дела“, обештећујући Золу и Пикарта, али и све оне који су смислили доказе против Драјфуса. Драјфуса је Врховни суд коначно потпуно ослободио кривице 1906. године.
Зола је о овој афери рекао: „Истина је у маршу и ништа је неће зауставити.“ Золин чланак из 1898. се у Француској нашироко сматра најистакнутијим испољавањем нове моћи интелектуалаца (писци, уметници, академици) у обликовању јавног мњења, медија и државе.

## Манифест петорице
Француски дневни лист Ле Фигаро је 18. августа 1887. објавио „Манифест петорице” убрзо након што је Земља објављена. Међу потписницима су били Пол Бонетен, Џеј Х. Розни, Лусијен Дескав, Пол Маргерит и Гистав Гиш, који су оштро негодовали због недостатка равнотеже морала и естетике при приказу револуције у књизи. Манифест је оптужио Золу да је „снизио стандард натурализма, да је намерним опсценостима поспешивао велику продају, да је морбидан и импотентан хипохондар, неспособан да заузме разуман и здрав поглед на човечанство. Слободно су се позивали на Золине физиолошке слабости и изражавали највећи ужас пред грубошћу дела.“